# Міст делле-Тетте
Міст делле-Тетте (італ. Ponte delle Tette) — невеликий міст у Венеції (Сан-Поло). Назва (у перекладі Міст Цицьок) походить від використання моста повіями, яким було запропоновано стояти з оголеним верхом, щоб спокусити перехожих і водночас перевиховати підозрюваних у гомосексуальності.
Район Carampane di Rialto, де розташовувався міст, згідно з офіційним указом, став одним із кварталів червоних ліхтарів у Венеції в XV ст. Повії мали стояти з широко розставленими ногами або оголеними грудьми на балконах поруч, щоб звабити нових клієнтів. Уряд Венеції підтримав ці гетеросексуальні зв'язки, щоб зупинити зростання хвилі «содомського гріха», який перетворився на соціальну проблему.
1509 року один письменник зазначив, що у Венеції працювало близько 11 565 куртизанок.
Неподалік була переправа (Traghetto Del Buso) через Гранд-канал, де куртизанки, за наказом влади, могли переходити до іншого кварталу червоних ліхтарів.
Податки на проституцію в 1519 році допомогли профінансувати роботи у Венеційському арсеналі.